# Cracticus louisiadensis
Verdugo-de-tagula (Cracticus louisiadensis) é uma espécie de ave da família Corvidae.
É endémica da Papua-Nova Guiné.